# The Callisto Protocol
The Callisto Protocol (англ. Протокол «Каллісто») — відеогра в жанрі survival horror, розроблена Striking Distance під керівництвом Глена Скофілда, відомого як творця серії Dead Space. Вихід гри відбувся 2 грудня 2022 на ПК і консолях — PlayStation 4, PlayStation 5, Xbox One та Xbox Series X/S .
Спочатку планувалося, що сюжет гри буде розгортатися в тому ж всесвіті, що і Player Unknown's Battlegrounds, але кількома століттями пізніше, проте 26 травня 2022 року Скофілд заявив, що це самостійна історія і окремий світ, що не має відношення до PUBG .

## Сюжет
Передісторія викладається в шести епізодах подкасту Helix Station, запущеного 3 листопада 2022 року, де космічні найманці Персі та Кейн (Гвендолін Крісті і Майкл Айронсайд) вистежують злочинця Леннокса, що втік .
Дії The Callisto Protocol розгортаються в далекому майбутньому, в 2320 році . Пілоти вантажного космічного корабля Джейкоб Лі (Джош Демел) та Макс Берроу (Джефф Шайн) виконують рейс між супутниками Юпітера Європою та Каллісто за контрактом Об'єднаної Юпітеріанської Компанії (ОЮК,англ. UJC) з невідомим та надзвичайно крихким вантажем на борту. Під час спуску на поверхню Каллісто до місця призначення — в'язниці «Чорна жерсть» (англ. Black Iron, укр. Чорне залізо), на борт корабля проникають члени угруповання «Зовнішній рубіж», на яке покладається відповідальність за низку терористичних атак, одна з яких спричинила велику кількість жертв у колонії на Європі. Намагаючись втекти від бойовиків «Зовнішнього рубежу», Джейкоб викликає розгерметизацію корабля, через що той здійснює аварійну посадку неподалік колонії. Виживають лише Джейкоб та ймовірна лідерка «Зовнішнього рубежу» Дені Накамура (Карен Фукухара). Обидвох рятує капітан служби безпеки «Чорної жерсті» Леон Ферріс (Сем Вітвер), але за наказом директора колонії Дункана Коула (Джеймс Маттіс) обидвоє без суду виявляються ув'язненими колонії.
Джейкоб проходить вкрай болісну процедуру вживлення чіпа МОР (англ. CORE Device), який забезпечує контроль за здоров'ям носія і навіть обмін даними. Незабаром герой приходить до тями в тюремній камері під час бунту, влаштованого ув'язненими, зараженими якоюсь хворобою. Він зустрічає Еліаса Портера (Зек Елтон) — ув'язненого, який відбуває тривалий термін. Той пропонує план втечі: Еліас має знайти і звільнити хакера, який зможе викликати з орбіти корабель; Джейкоб, будучи єдиним відомим Еліасу пілотом, допоможе залишити планету всім трьом співучасникам. Проблема лише в тому, що цей хакер знаходиться в карцері, куди досить непросто потрапити, проте Джейкоб справляється із завданням. Хакером насправді виявляється Дені Накамура. Вона відмовляється брати участь у задумі і вирішує рятуватися поодинці. Джейкоб та Еліас, все ж таки, вирішують вирушити в ангар «Чорної жерсті» в надії знайти там корабель. На півдорозі їх наздоганяє Леон Ферріс, і втікачі опиняються на поверхні. По сигнальному маячку Джейкоб знаходить Еліаса, але той через пошкоджений скафандр гине від задухи . На сигнал маячка прибуває Дені; вона забирає дані, зібрані Еліасом щодо «Чорної жерсті» і цього разу погоджується об'єднатися з Джейкобом, оскільки інфіковані люди стали перетворюватися на «біофагів» — надзвичайно небезпечних мутантів. Замість ангара Дені вирішує повернутися до уламків вантажного корабля, сподіваючись знайти у них сліди біологічної зброї, що перевозилася з Європи на Каллісто. На її розчарування, насправді вантажем виявилося звичайне медичне обладнання. Вони прямують до ангара, де Дені викликає з орбіти корабель. Несподівано втручається директор в'язниці Дункан Коул, який збиває корабель: ніхто не повинен покинути колонію.
Втративши єдиний засіб порятунку, напарники прямують до Дункана для вирішення проблеми. На шляху до в'язниці герої опиняються в руїнах покинутої колонії «Аркас», на фундаменті якої і було збудовано «Чорну жерсть». У минулому в «Аркасі» стався схожий спалах епідемії, і Об'єднана Юпітеріанська Компанія знищила всю колонію, щоби скрити всі сліди. У руїнах Джейкоб і Дені знаходять лабораторію, де лежить труп позаземної істоти . Як виявилось, компанія почала експериментувати зі знайденими в ньому личинками, що містять збудника інфекції, ставлячи досліди на людях. А це, в свою чергу, призвело до масових заражень на Європі. А над лабораторією на Каллісто звели величезну в'язницю, яка б змогла забезпечити стабільний приплив нових піддослідних. Напарники знову стикаються з інфікованим Феррісом. Вони рятуються втечею, але Дені заражається, а Джейкоба ловить охоронний робот і поміщає в камеру.
Джейкоба звільняє лікар Кейтлін Малер (Луїза Барнс), яка розповідає про протокол «Каллісто» — наукову програму з форсування людської еволюції для освоєння нових планет. Заради цієї програми Дункан влаштував епідемію у в'язниці, щоб знайти піддослідного, сумісного з інфекцією, так званого «альфа-пацієнта», який після зараження, як і всі, отримує збільшену силу, витривалість і тривалість життя, але при цьому зберігає розум та інтелект. Малер починає завантажувати спогади дані в МОР Джейкоба на вимогу останнього. Щоб врятувати дані, необхідно отримати зразок ДНК «Альфи», з якого Кейтлін зможе синтезувати антидот. Завантаження даних закінчується, і Джейкоб опиняється у спогадах Дені. Галюцинація загиблого Макса змушує Джейкоба зрозуміти свою помилку: зараження на Європі (де загинула сестра Дені) сталося через вантаж (тих самих личинок прибульця, замаскованих під медичне обладнання), який доставив з Каллісто його корабель, але той вважав за краще не задавати питань, бо оплата була більш ніж щедрою. Сама ж ОЮК підробила запис із загибеллю мирних громадян на Європі, приховавши подію і зваливши провину на «зовнішній рубіж».
Джейкоб протистоїть Дункану, який стравлює його з Феррісом, який і виявляється «альфою». У важкій сутичці, в ході якої Ферріс мутує в сильну тварюку, Джейкоб перемагає його і витягує зразки ДНК. Дункан умовляє віддати їх йому, але Джейкоб використовує антидот, щоб вилікувати Дені. В люті Дункан активує систему самознищення тюремного комплексу, оскільки весь цей час на планеті була його штучна проєкція. Джейкоб поміщає в єдину рятувальну капсулу Дені разом із зразком личинки прибульця для того, щоб вона змогла викрити компанію. Джейкоб залишається в «Чорній жерсті» і бореться з біофагами, поки з ним не зв'язується лікар Малер, якій вдалося на якийсь час зупинити таймер самознищення. Вона заявляє, що вони все ще можуть врятуватися, але для цього потрібно працювати разом. Раптом її перериває все ще живий Ферріс, який нападає на Джейкоба.

## Ігровий процес
Головний герой може використати знайдену ним зброю, у тому числі пістолет, дробовик та спеціальну палицю. Особлива здатність персонажа — прилад під назвою GRP, який у в'язниці використовують у надзвичайних ситуаціях для контролю натовпу і що дозволяє маніпулювати гравітацією, притягуючи супротивників та предмети до себе або відштовхуючи їх. У бою дозволять використовувати оточення — наприклад, ударити ворога об стіну, щоб добити, або кинути його в шестірні механізму, що працює, за допомогою GRP.
У грі можна застосовувати атаки ближнього та далекого бою, а також як і в Dead Space — розчленовувати противника. Під час проходження гравці зустрінуться з біофагами різних типів. Розробники підкреслюють, що небезпечні ситуації та противників вони продумали ще до того, як сама зброя та бойові здібності Джейкоба. Таким чином, у кожного виду зброї є сильні і слабкі сторони — використовувати їх потрібно за ситуацією . Біофаги адаптуються до дій гравця і можуть нападати не відразу, щоб налякати та вибрати найкращий спосіб атаки. Якщо дозволити вірусу мутувати, то вороги відновлять відстрілені кінцівки і стануть агресивнішими . Також у в'язниці є роботи-охоронці, які перевершують героя з броні та вогневої могутності, тому зустріч з ними може бути набагато небезпечнішою, ніж з мутантами .
У ході проходження можуть бути виявлені секретні місця, пов'язані з відвіданими. Наприклад, стара каплиця, яка є частиною сюжету. Знайдені записи мешканців Чорної жерсті допомагають краще зрозуміти ситуацію. Також зустрічаються головоломки . Основний сюжет займає 12-14 годин .

## Розроблення та випуск
Концепцію гри Глен Скофілд вигадав ще в 2019 році, невдовзі після того, як пішов із Sledgehammer Games . Робочою назвою на той момент було Meteor Down («Метеор, що впав»), а дія починалася з катастрофи на Землі — проте сюжет надалі змінили. Скофілд підготував велику презентацію для потенційних інвесторів з описом сюжету на 30-40 сторінок, але після переговорів з Microsoft, Google та Sony він вирішив, що вони не підходять. На конференції DICE Summit 2019 розробник зустрівся з головою корейської компанії Krafton, який саме хотів запустити студію в США .
У червні 2019 року було сформовано студію Striking Distance всередині PUBG Corporation, керівником якої стає Глен Скофілд. Метою формування Striking Distance було розширення всесвіту PlayerUnknown's Battlegrounds (PUBG) шляхом створення оповідальних ігор, назву студії обрали завдяки одному з головних принципів роботи керівника — робити ігри, які б за якістю не поступалися кращим із найкращих і знаходилися від них у цьому сенсі «на відстані» удару". . За словами Скофілда, коли він прийшов у PUBG Corporation і почув про їхні плани, у нього вже був у голові концепт The Callisto Protocol, який він представив, і вони почали думати над тим, як пристосувати ідею для всесвіту . Скофілд хотів, щоб гра залишалася певною мірою наближеною до реальності, а тому вибрав як сеттинг потенційно колонізоване людьми місце — Каллісто. Існують теорії, що під поверхнею супутника розташовуються океани води, що, як упевнений Скофілд, може додати грі містичної атмосфери . На розроблення сюжету пішло півтора роки, спочатку готового фіналу не було, натомість ідея в'язниці з'явилася відразу . Від зв'язку з PlayerUnknown's Battlegrounds було вирішено відмовитися, щоб не ускладнювати завдання сценаристам — між подіями часовий інтервал 400 років .
Серед працюючих над грою — Стів Папуціс, який також брав участь у розробленні Dead Space і очолив серію після того, як Скофілд залишив Visceral; Скотт Вітні, дизайнер Dead Space ; та Крістофер Стоун, керівник з анімацій серії. Загалом у студії Striking Distance працює 150 співробітників, з яких 25—30 є колишніми колегами Скофілда з Visceral Games та Sledgehammer Games . Подібність The Callisto Protocol з Dead Space відзначали кілька журналістів . Зокрема, в обох іграх використовуються ідеї дієтичного інтерфейсу; на потилиці ув'язненого знаходиться індикатор, що показує рівень здоров'я та деякі атрибути гравця . За словами Скофілда, порівняння з Dead Space відображають його стиль побудови комп'ютерних ігор, і хоча він хотів би створити щось нове, алюзії до Dead Space з'являються самі собою у процесі його творчості .
The Callisto Protocol розроблена з прицілом на нові домашні консолі — PlayStation 5, Xbox Series X/S . Ігровим рушієм є Unreal Engine 4 .
У створенні оточення розробники використовували штучний інтелект, що займається «генеративним дизайном»: брав створені людьми предмети та «оптимізував» їх пристрій для найбільшої ефективності, роблячи їх незвичайними на вигляд, але правдоподібними. Дизайн мутантів (принаймні антропоморфних) створювали на основі відсканованої моделі людини, поступово тіло змінювали так, щоб персонаж перетворювався на чудовисько, проте завжди зберігав людські риси .
Звуковим оформленням The Callisto Protocol займалися композитор Марк Корвен (автор музики до фільмів "Куб ", « Відьма» та « Маяк»), а також гітарист Тоні Дугган-Сміт. Їхня розробка під назвою The Apprehension Engine допомагає їм створювати аудіоефекти для гри . Крім того, Скофілд відзначив роботу арт-директора Деметріуса Леала та режисера по світлу Ацусі Сео .
На стилістику гри вплинули фільми Джеймса Вана, Веса Крейвена, Рідлі Скотта — «Чужий», «Прометей» та «Хостел» Елая Рота. Серед визначальних Кріс Стоун назвав серії ігор Silent Hill і Resident Evil, жахи «Щось», «Крізь обрій», французький та корейський кінематограф. The Callisto Protocol зорієнтована на виживання, а не на екшен . Деякі вороги були натхненні поведінкою Чужого з Alien: Isolation .
Марк Джеймс, технічний директор Striking Distance Studios, повідомив, що The Callisto Protocol будуть підтримувати рік після випуску і можуть з'явитися доповнення, що завантажуються . До анонсованої сезонної перепустки входитимуть додатковий контент, нові режими гри та сюжетне доповнення .
21 жовтня 2022 року гра « пішла у виробництво» . Крім звичайного видання, було анонсовано колекційне, куди входять гра, доступ до сюжетного доповнення (ексклюзивно для PlayStation), сезонна перепустка, скіни для головного персонажа та зброї, стілбук, комікс The Callisto Protocol № 0, сувенірна продукція, а також фігурка з головним героєм та монстром .
27 жовтня 2022 року стало відомо, що The Callisto Protocol не вийде в Японії, тому що організація CERO відмовилася присвоювати віковий рейтинг через надмірне насильство і жорстокість .

## Відгуки
| Агрегатор  | Оцінка                              |
| ---------- | ----------------------------------- |
| Metacritic | PC: 72/100 PS5: 71/100 XSXS: 68/100 |

| Видання                   | Оцінка      |
| ------------------------- | ----------- |
| Digital Trends            | [ 36 ]      |
| Electronic Gaming Monthly | [ 37 ]      |
| Eurogamer                 | Recommended |
| Game Informer             | 6/10        |
| GameSpot                  | 5/10        |
| GamesRadar+               | [ 41 ]      |
| IGN                       | 7/10        |
| PC Gamer (США)            | 79/100      |
| PCGamesN                  | 9/10        |
| Push Square               | [ 45 ]      |
| Shacknews                 | 8/10        |
| The Guardian              | [ 47 ]      |
| Video Games Chronicle     | [ 48 ]      |
| VG247                     | [ 49 ]      |

Оцінки The Callisto Protocol у критиків виявилися середніми.
Багато критиків відгукнулися про гру як про наслідувача або послідовника Dead Space. Рецензент IGN висловив ідею, що The Callisto Protocol надто далеко відійшла від принципів жанру survival horror, оскільки в більшості випадків гра дає гравцю перевагу, як, наприклад, силова рукавичка, яка виявилася настільки потужною, що нівелює інші розблоковані поліпшення іншої зброї. Рецензент Gamespot також вважав, що гра надмірно сильно вкладається action-що складає на шкоду horror, проте похвалив відмінний звуковий дизайн і кінематографічну якість моделей персонажів .
Гравці виявилися розчаровані великою кількістю технічних помилок та відсутністю оптимізації на старті гри для платформ Windows та Xbox Series X/S. На цьому фоні акції видавця Krafton впали на 8,41 % — інвестори розраховували, що гру зустрінуть набагато краще . Глен Скофілд пояснив невдалий старт The Callisto Protocol поспіхом співробітників .